# Рајко Боснић
Рајко Боснић (Врточе, код Дрвара, 19. август 1919 — Јошавка Горња, код Челинца, 31. март 1942), учесник Народноослободилачке борбе и народни херој Југославије.

## Биографија
Рођен је 19. августа 1919. године у селу Врточе, код Дрварa. Потицао је из многочлане породице, његов отац Јово имао је деветоро синова и две кћери. Основну школу је завршио у Дрвару, а као одличан ђак, добио је стипендију од општине Дрвар и завршио Нижу пољопривредну школу у Бања Луци, 1935. године. Потом је завршио и Средњу пољопривредну школу у Неготину, 1939. године.
Још као учесник средње школе, најпре у Бања Луци, а потом и у Неготину, повезао се са омладинским револуционарним покретом. Као веома активан омладинац, почетком 1939. године је био примљен у чланство Савеза комунистичке омладине Југославије (СКОЈ). По повратку у родни крај, 1940. године, активно се укључио у рад скојевских организација, а сам је руководио скојевским активима у селима — Подови, Врточе и Шиповљани. Из Бања Луке је доносио разне брошуре, летке и другу литературу.
Априлски рат 1941. године, затекао га је на одслужењу војног рока. Након капитулације Југословенске војске, избегао је заробљавање и вратио се у родни крај. Одмах се повезао са партијском организацијом и убрзо потом био примљен у чланство Комунистичке партије Југославије (КПЈ). У току припрема оружаног устанка, био је постављен за секретара Среског комитета КПЈ за подручје Дрвара и Босанског Грахова. Тада је обилазио активе СКОЈ-а у готово свим селима дрварске општине.
Као истакнути омладински руководилац, јуна 1941. године, постављен је за војног повереника у селу Подови. Радио је на припремама за подизање устанака и непосредно учествовао у формирању Црљивичко-заглавичког партизанског одреда. У почетку устанка, 27. јула 1941. године, у борби за ослобођење Дрвара, а нешто касније у августу и у борбама око Босанског Петровца, истакао се као борац и руководилац — јуришао је на челу својих бораца.
Руководство устанка га је убрзо упутило на терен Прекраје и Гламоча, са задатком да помогне тамошњим кадровима у организовању устанка. Тамошњи Прекајски партизански одред је с пушкомитраљезом у рукама, предводио у борбама са усташко-домобранским снагама код Бравске, Срнетице и Млиништа. Упоредо са учешћем у борбама, радио је на организационом учвршћивању одреда и омасовљавању партијских ћелија КПЈ и актива СКОЈ-а на ослобођеној територији.
У јесен 1941. године, после продора Италијана на слободну територију Дрвара, као секретар Окружног комитета СКОЈ-а за Дрвар радио је на консолидацији војно-политичких прилика у новонасталој ситуацији. Организовао је политички рад на терену и активно вршио пропаганду против сарадње са италијанским окупатором, која је доводила до разбијања устаничких редова. Тада је радио на формирању Друге чете Дрварског партизанског батаљона и Прекајске чете Партизанског батаљона „Будућност” — које су у то време биле једне од најјачих партизанских јединица у дрварском крају.
Јануара 1942. године на партијској конференцији у Крњеуши, код Босанског Петровца, одато му је признање за успешан рад с омладином. Крајем јануара 1942. године, Обласно партијско руководство упутило га је као искусног омладинског и партијског руководиоца, на рад на подручје Четвртог крајишког партизанског одреда, где се већ у то време осећао јак утицај непријатеља усресређен на јачање и помагање четничког покрета. Одмах по доласку, Рајко је постао свестан ситуације на терену и одмах је почео са политичким радом. Одржавао је састанке, убеђивао масе и тумачио им линију КПЈ. На Обласној партијској конференцији, одржаној у фебруару 1942. године у Скендер Вакуфу, као члан Обласног комитета СКОЈ-а поднео је Реферат „О раду с омладином”. Након Конференције, био је постављен за секретара Окружног комитета КПЈ и наставио рад на спровођењу закључака Конференције.
Крајем марта, Рајко се налазио у селу Јошавка Горња, код Челинца, где се налазио Штаб Четвртог крајишког партизанског одреда. Један од чланова Штаба овог одреда — Раде Радић, припремио је и са шездесетак својих истомишљеника, у ноћи између 31. марта и 1. априла извео четнички пуч. Он је за пуч искористио погодан тренутак, јер су 30. марта командант и политички комесар Одреда — Данко Митров и Војо Ступар, са главнином Одреда отишли у правцу Теслића. Заједно са још 25 партизана, Рајко је био убијен од бивших сабораца. У току исте ноћи четници су заробили тешко рањеног Младена Стојановића, који се налазио на лечењу у Доњој Јошавци, а у току идуће ноћи су га убили.
Рајко Боснић је још за живота био стекао велики углед међу народом, а посебно омладином Босанске крајине. Када је у јесен 1942. године, на ослобођеној територији у околини Кључа, формирана прва омладинска радна бригада она је понела његово име. Такође, Рајково име је у току Нарондоослободилачког рата носио и Дрварски батаљон Петог крајишког одреда.
Данас име Рајка Боснића носи Пољопривредна школа са домом ученика у Неготину, чији је некада био ђак. Такође његово име носи и неколико улица у Неготину, Бања Луци и Крајишнику.
Указом председника Федеративне Народне Републике Југославије Јосипа Броза Тита, 24. јула 1953. године, проглашен је за народног хероја.
Читава породица Рајка Боснића учествовала је у Народноослободилачком покрету (НОП), а шесторо чланова су били партизански борци. Један од његове браће био је Љубо Боснић (1924—1944), члан Окружног комитета СКОЈ-а за Дрвар, који је страдао током немачког десанта на Дрвар, маја 1944. године.